# Jakobskirche (Klopein)

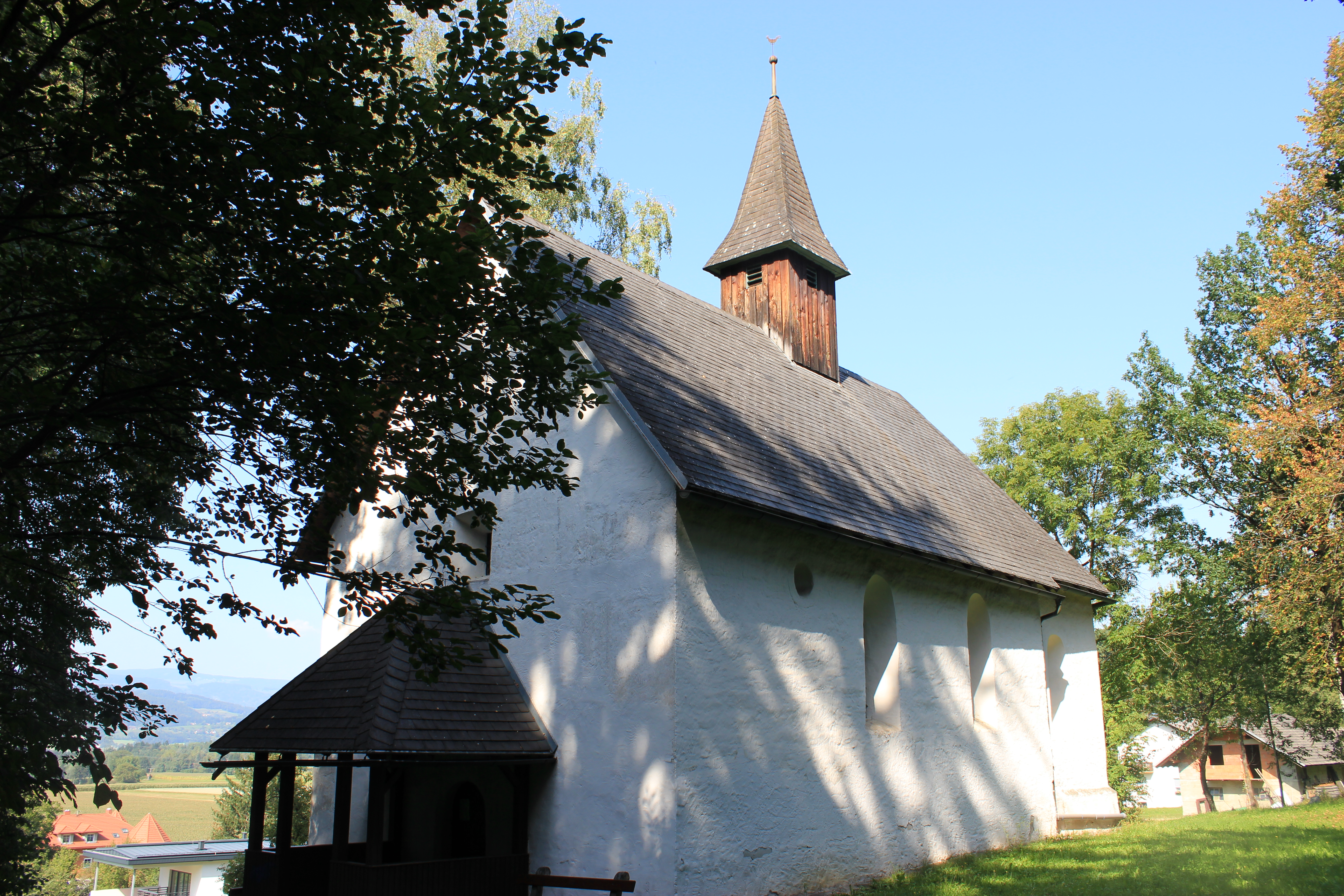
Südwestansicht

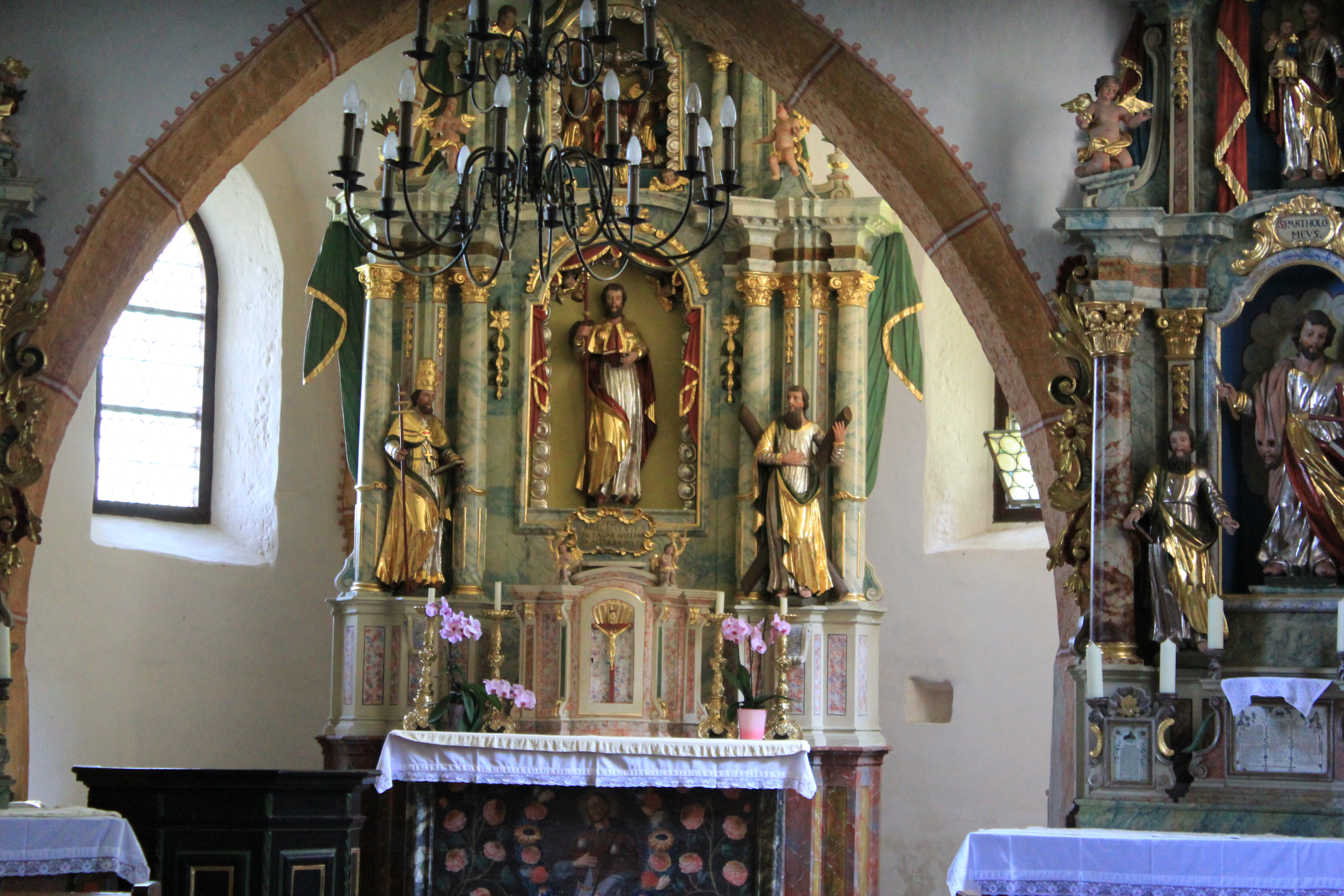
Innenansicht

Die Jakobskirche steht leicht erhöht am südlichen Ortsrand von Klopein in der Gemeinde Sankt Kanzian am Klopeiner See. Sie ist eine Filialkirche der römisch-katholischen Pfarre St. Kanzian und gehört innerhalb des Dekanats Eberndorf/Dobrla vas zur Diözese Gurk.

## Beschreibung
Die 1454 erstmals urkundlich genannte Kirche ist ein kleiner, gotischer Bau mit einem Dachreiter und einer hölzernen Vorlaube. An der Nordseite befindet sich ein spätgotisches Christophorusfresko.
Das Langhaus besitzt eine Flachdecke mit Schablonenmalerei. Der leicht eingezogene Chor mit Fünfachtelschluss hat ein Kreuzrippengewölbe aus dem 14. Jahrhundert.
Die drei barockisierenden Altäre stammen aus der Mitte des 19. Jahrhunderts. An der Nordwand hängt ein Gemälde der Krönung Mariens von 1659.